# المسوحات بالعينة
في الإحصاء، يصف أخذ عينات المسح عملية اختيار عينة من العناصر من السكان المستهدفين لإجراء مسح. قد يشير مصطلح «مسح» إلى العديد من أنواع أو تقنيات المراقبة المختلفة. في أخذ عينات المسح، غالبًا ما يتضمن استبيانًا يستخدم لقياس خصائص و / أو مواقف الناس. طرق مختلفة للاتصال بأعضاء العينة بمجرد اختيارهم هو موضوع جمع بيانات المسح. الغرض من أخذ العينات هو تقليل التكلفة و / أو مقدار العمل الذي قد يتطلبه مسح السكان المستهدفين بالكامل. المسح الذي يقيس كامل السكان المستهدفين يسمى التعداد. تشير العينة إلى مجموعة أو قسم من السكان يتم الحصول على المعلومات منه
يمكن تقسيم عينات المسح على نطاق واسع إلى نوعين: عينات الاحتمالية والعينات الفائقة. تقوم العينات المستندة إلى الاحتمالية بتنفيذ خطة أخذ العينات ذات الاحتمالات المحددة (ربما الاحتمالات المكيفة المحددة بواسطة إجراء تكيفي). يسمح أخذ العينات على أساس الاحتمالية بالاستدلال القائم على التصميم حول السكان المستهدفين. تستند الاستنتاجات إلى توزيع احتمالي موضوعي معروف تم تحديده في بروتوكول الدراسة. قد لا تزال الاستنتاجات من الاستطلاعات القائمة على الاحتمالية تعاني من العديد من أنواع التحيز.
الاستطلاعات التي لا تستند إلى أخذ العينات الاحتمالية تواجه صعوبة أكبر في قياس التحيز أو خطأ أخذ العينات. غالبًا ما تفشل الاستطلاعات القائمة على عينات غير احتمالية في تمثيل الأشخاص في المجموعة المستهدفة.

في أبحاث المسح الأكاديمي والحكومي، يعتبر أخذ العينات الاحتمالية إجراءً قياسيًا. في الولايات المتحدة، تنص «قائمة معايير المسوحات الإحصائية» التابعة لمكتب الإدارة والميزانية على أنه يجب إجراء المسوحات الممولة فيدراليًا:
اختيار العينات باستخدام الطرق الإحصائية المقبولة عمومًا (على سبيل المثال، الطرق الاحتمالية التي يمكن أن توفر تقديرات لخطأ أخذ العينات). يجب أن يكون أي استخدام لطرق أخذ العينات غير الاحتمالية (مثل العينات المقطوعة أو القائمة على النموذج) مبررًا إحصائيًا وأن يكون قادرًا على قياس خطأ التقدير. 
يتم استكمال أخذ العينات العشوائية والاستدلال القائم على التصميم بطرق إحصائية أخرى، مثل أخذ العينات بمساعدة النموذج وأخذ العينات على أساس النموذج.
على سبيل المثال، العديد من الدراسات الاستقصائية لديها كميات كبيرة من عدم الاستجابة. على الرغم من أن الوحدات تم اختيارها مبدئيًا باحتمالات معروفة، ف إن آليات عدم الاستجابة غير معروفة. بالنسبة للمسوحات مع عدم استجابة كبيرة، اقترح الإحصائيون نماذج إحصائية يتم من خلالها تحليل مجموعات البيانات.
تتم مناقشة القضايا المتعلقة بأخذ عينات المسح في عدة مصادر، بما في ذلك سالانت وديلمان (1994).

## أخذ العينات المحتملة
في عينة احتمالية (تسمى أيضًا عينة «علمية» أو «عشوائية») يكون لكل فرد من السكان المستهدفين احتمال معروف وغير صفري للتضمين في العينة. يمكن للمسح المستند إلى عينة احتمالية أن ينتج نظريًا قياسات إحصائية للسكان المستهدفين وهي:
- غير متحيز، فإن القيمة المتوقعة لمتوسط العينة تساوي متوسط السكان E (ȳ) = μ، ولديها خطأ في أخذ العينات يمكن قياسه، والذي يمكن التعبير عنه كمدة ثقة، أو هامش خطأ.

يتم إنشاء عينة مسح قائمة على الاحتمالية من خلال إنشاء قائمة بالسكان المستهدفين، تسمى إطار أخذ العينات، وهي عملية عشوائية لاختيار الوحدات من إطار العينة، وتسمى إجراء الاختيار، وطريقة الاتصال بالوحدات المختارة لتمكينهم من إكمال المسح، يسمى طريقة أو وضع جمع البيانات. قد تكون هذه العملية سهلة بالنسبة لبعض السكان المستهدفين؛ على سبيل المثال، أخذ عينات من موظفي الشركة باستخدام قوائم الرواتب. ومع ذلك، في مجموعات سكانية كبيرة غير منظمة، فإن مجرد بناء إطار عينة مناسب غالبًا ما يكون مهمة معقدة ومكلفة.
الطرق الشائعة لإجراء عينة احتمالية من السكان المنزليين في الولايات المتحدة هي أخذ عينات احتمالية المنطقة، وأخذ عينات هاتفية للاتصال العشوائي، ومؤخراً، أخذ العينات المستندة إلى العنوان.
ضمن أخذ العينات الاحتمالية، هناك تقنيات متخصصة مثل أخذ العينات الطبقية وأخذ العينات العنقودية التي تعمل على تحسين دقة أو كفاءة عملية أخذ العينات دون تغيير المبادئ الأساسية لأخذ العينات الاحتمالية..
التقسيم الطبقي هو عملية تقسيم أفراد المجتمع إلى مجموعات فرعية متجانسة قبل أخذ العينات، بناءً على المعلومات الإضافية حول كل وحدة عينة. يجب أن تكون الطبقات متنافية: يجب تخصيص كل عنصر في المجتمع لطبقة واحدة فقط. يجب أن تكون الطبقات أيضًا شاملة بشكل جماعي: لا يمكن استبعاد أي عنصر من السكان. ثم يمكن تطبيق طرق مثل أخذ العينات العشوائي البسيط أو أخذ العينات المنتظم داخل كل طبقة. غالبًا ما يؤدي التقسيم الطبقي إلى تحسين تمثيل العينة عن طريق تقليل خطأ أخذ العينات.

## التحيز في أخذ العينات الاحتمالية
التحيز في الاستطلاعات أمر غير مرغوب فيه، ولكن لا مفر منه في كثير من الأحيان. الأنواع الرئيسية للتحيز التي قد تحدث في عملية أخذ العينات هي:
- التحيز في عدم الاستجابة: عندما لا يتمكن الأفراد أو الأسر المختارة في عينة المسح أو لا يكملون المسح، فهناك احتمال أن ينتج التحيز من عدم الاستجابة هذا. يحدث التحيز في عدم الاستجابة عندما تنحرف القيمة الملاحظة عن معلمة السكان بسبب الاختلافات بين المستجيبين وغير المستجيبين.[3]
- تحيز الاستجابة: هذا ليس عكس التحيز في عدم الاستجابة، ولكنه يتعلق بدلاً من ذلك بميل محتمل للمستجيبين لتقديم إجابات غير دقيقة أو غير صادقة لأسباب مختلفة.
- انحياز الاختيار: يحدث انحياز الاختيار عندما يكون لبعض الوحدات احتمالية مختلفة للاختيار لا يحسبها الباحث. على سبيل المثال، تمتلك بعض الأسر عدة أرقام هواتف مما يزيد من احتمالية اختيارها في استطلاع عبر الهاتف مقارنةً بالأسر التي لديها رقم هاتف واحد فقط. سيتم تصحيح هذا الانحياز في الاختيار من خلال تطبيق وزن مسح يساوي [1 / (# من أرقام الهواتف)] على كل أسرة.
- تحيز الاختيار الذاتي: نوع من التحيز يختار فيه الأفراد أنفسهم طواعية في مجموعة، وبالتالي يحتمل أن يؤدي إلى تحيز استجابة تلك المجموعة.
- التحيز في المشاركة: التحيز الذي ينشأ بسبب خصائص أولئك الذين يختارون المشاركة في استطلاع أو استطلاع.
- تحيز التغطية: يمكن أن يحدث تحيز التغطية عندما لا يظهر أفراد المجتمع في إطار العينة (التغطية السرية). يحدث تحيز التغطية عندما تنحرف القيمة المرصودة عن معلمة السكان بسبب الاختلافات بين الوحدات المغطاة وغير المغطاة. تعاني الاستطلاعات عبر الهاتف من مصدر معروف جيدًا لتحيز التغطية لأنه لا يمكن أن يشمل الأسر التي ليس لديها هواتف.

## أخذ العينات غير الاحتمالية
لا تعتمد العديد من الاستطلاعات على عينات احتمالية، بل تعتمد على إيجاد مجموعة مناسبة من المستجيبين لإكمال المسح. بعض الأمثلة الشائعة لأخذ العينات غير الاحتمالية هي:
- عينات الحكم: يقرر الباحث أي أفراد من المجتمع سيتم تضمينهم في العينة بناءً على حكمه أو حكمها. قد يقدم الباحث بعض المبررات البديلة لتمثيل العينة. الافتراض الأساسي هو أن المحقق سيختار الوحدات التي تميز السكان. يمكن أن تخضع هذه الطريقة لتحيزات الباحث وإدراكه. عينات كرة الثلج: غالبًا ما تُستخدم عندما يكون السكان المستهدفون نادرًا. يقوم أعضاء المجموعة المستهدفة بتجنيد أعضاء آخرين من السكان للمسح. عينات الحصص: تم تصميم العينة لتشمل عددًا معينًا من الأشخاص بخصائص محددة معينة. على سبيل المثال، 100 من شاربي القهوة. هذا النوع من أخذ العينات شائع في استطلاعات أبحاث السوق غير الاحتمالية. عينات ملائمة: تتكون العينة من أي شخص يمكن الوصول إليه بسهولة أكبر لملء الاستبيان.

في العينات غير الاحتمالية، تكون العلاقة بين السكان المستهدفين وعينة المسح غير قابلة للقياس والتحيز المحتمل غير معروف. يميل المستخدمون المتطورون لعينات الاستقصاء غير الاحتمالية إلى عرض الاستطلاع على أنه حالة تجريبية، وليس أداة لقياس عدد السكان، وفحص النتائج من أجل العلاقات المتسقة داخليًا.

## روابط خارجية
- منهجية مسح عرض مهمة CRAN
- ما هو المسح؟ كتيب نشره المركز القومي لبحوث الرأي والجمعية الإحصائية الأمريكية
- مجلة تعلم تقنية المعلومات ومقالة الأداء البحث التنظيمي: تحديد حجم العينة في البحث الاستقصائي
- تصميم العينة وفترات الثقة
- طرق أخذ عينات المسح
- أخذ العينات غير الاحتمالية